# Antonio Vilaplana Molina
Antonio Vilaplana Molina (* 28. Februar 1926 in Alcoy, Spanien; † 14. Januar 2010 in Valencia, Spanien) war Bischof von León in Spanien. 

## Leben
Antonio Vilaplana Molina studierte am Priesterseminar in Valencia und empfing am 18. Dezember 1949 die Priesterweihe. Am Angelicum in Rom wurde er promoviert. Er lehrte am Priesterseminar von Valencia von 1954 bis 1976 und war von 1963 bis 1971 Professor an der Fakultät für Zivilrecht der Universität von Valencia sowie von 1969 bis 1976 an der Theologischen Fakultät San Vicente Ferrer von Valencia (Facultad de Teología San Vicente Ferrer en Valencia). Er war Domherr der Kathedrale von Valencia. 
Papst Paul VI. ernannte ihn 1976 zum Bischof von Plasencia. Die Bischofsweihe spendete ihm am 31. Oktober 1976 der Erzbischof von Valencia, José María García Lahiguera; Mitkonsekratoren waren Manuel Llopis Ivorra, Bischof von Coria, und Doroteo Fernández y Fernández, Bischof von Badajoz.
1987 wurde Vilaplana Molina durch Papst Johannes Paul II. zum Bischof von León ernannt und am 15. März 1987 in sein Amt inkardiniert. Am 19. März 2002 wurde seinem altersbedingten Ruhestandsgesuch stattgegeben.
Antonio Vilaplana war Berater des Asociación Católica de Propagandistas sowie der Katholischen Aktion. In der spanischen Bischofskonferenz war er Mitglied der bischöflichen Kommissionen für die Glaubenslehre, interreligiöse Beziehungen, Bildung und Katechese, Migration und Missionen. Er war Präsident der bischöflichen Kommission für die Glaubenslehre und das kulturelle Erbe. 
Er war Ehrenbürger von León, Träger des spanischen Militär-Verdienstordens sowie Mitglied der Königlichen Akademie Real Academia de Doctores de España.
Bischof Molina wurde in der Kathedrale von León bestattet.

## Schriften
- El cuerpo místico de Jesucrist. L. García, Plasencia 1986, ISBN 84-398-7998-9
- Mi Cautiverio En El Dominio Rojo, 19 Julio 1936 a 25 Julio 1937. Archivo Historico Diocesano, 1994, ISBN 84-87667-13-9, zusammen mit Jose Maria Fernandez Caton, Luis Almarcha Hernandez
- La comunión de los Santos. Biblioteca Autores CRI, 1998, ISBN 84-220-1199-9.